# Мелані Маргаліс
Мелані Маргаліс (англ. Melanie Margalis, нар. 30 грудня 1991, Клірвотер, Флорида, США) — американська плавчиня, олімпійська чемпіонка 2016 року.

## Виступи на Олімпійських іграх
| Олімпіада | Дисципліна             | Місце |
| --------- | ---------------------- | ----- |
| Ріо 2016  | 200 м комплексом       | 4     |
| Ріо 2016  | 4×200 м вільним стилем | 1     |